# Sismo de Kaohsiung em 2016
O sismo de Kaohsiung em 2016 ocorreu em 6 de fevereiro de 2016 às 03h57 UTC+8 (19h57 UTC), um sismo com uma magnitude de momento de 6,4, que teve um raio de 28 quilômetros (17 milhas) a nordeste do Condado de Pingtung, ao sul do Taiwan, tendo seu epicentro próximo à cidade de Kaohsiung.
O terremoto ocorreu a uma profundidade de cerca de 23 quilômetros (14 milhas), com uma intensidade máxima de VII (muito forte) na escala de intensidade de Mercalli, causando danos e 41 mortes. Aproximadamente, ocorreram sessenta e oito réplicas do sismo. As ondas do terremoto foram a noroeste do epicentro para Tainan, através do planalto de Chianan.

## Danos

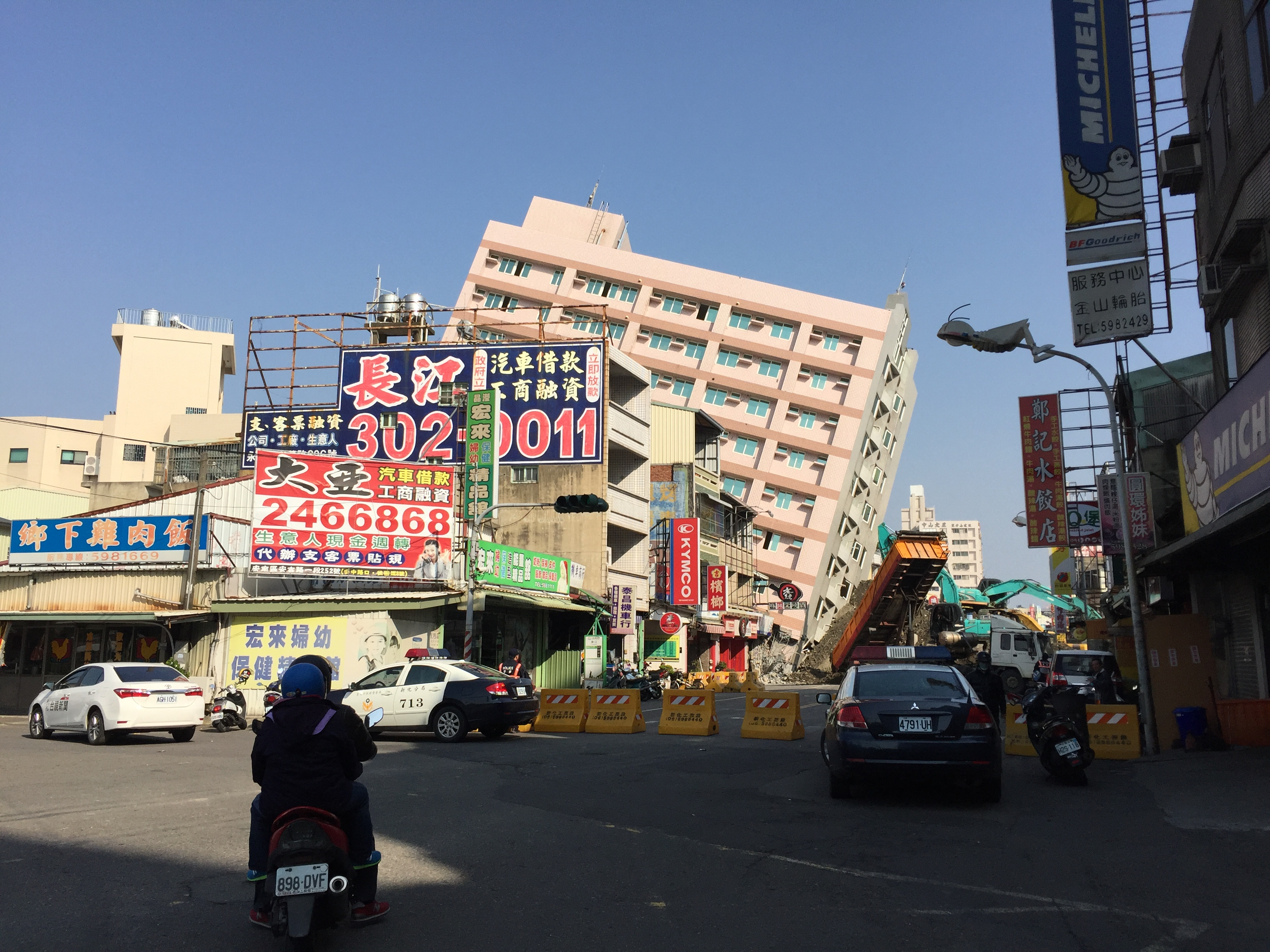
Edifício danificado em Tainan

A cidade mais afetada foi Tainan, onde vários edifícios entraram em colapso, incluindo pelo menos um edifício residencial de 17 andares no distrito de Yongkang, com centenas de pessoas presas em prédios desmoronados. Trinta e nove pessoas morreram no interior do edifício Weiguan Jinlong na cidade, incluindo um bebê de seis meses de idade, que morreu poucas horas depois no hospital.
As autoridades informaram que 310 pessoas foram resgatadas, sendo que 100 precisaram ser levadas ao hospital. Cerca de 500 cidadãos ficaram feridos e mais de 109 pessoas ainda estão desaparecidas. Estima-se que centenas possam ter sido soterrados em uma catástrofe que atingiu durante o feriado mais importante da família no calendário chinês - o Ano Novo Lunar; pelo menos 23 prédios históricos da cidade também foram danificados.
A Companhia de Eletricidade de Taiwan inicialmente informou que 168 mil famílias ficaram sem o fornecimento de energia elétrica após o terremoto, mas que a eletricidade havia sido restaurada na maioria das casas. A Agência Nacional de Bombeiros informou que cerca de 400 mil famílias ficaram sem abastecimento de água.
A Taiwan High Speed Rail (THSR) cancelou todos os serviços de trem entre as estações de Taichung e Zuoying a partir de sábado devido aos danos aos sistemas de energia dos trens e grandes danos às suas linhas ao norte de Tainan. No final do dia, a THSR anunciou que os serviços entre Taichung e Chiayi foram retomados após obras de recuperação.
A Taiwan Semiconductor Manufacturing Company informou que os wafers de silício em sua fábrica de Tainan foram danificados, embora não afetou grande parte da sua expedição. A United Microelectronics Corporation disse que o terremoto provocou, por medidas de segurança, o desligamento das máquinas de sua fábrica e que eles precisariam recalibrar depois.